# Proyecto de reforma constitucional en Venezuela de 2025
El proyecto de reforma constitucional en Venezuela de 2025 es una propuesta hecha inicialmente por Nicolás Maduro con el objeto de modificar varios artículos de la constitución de Venezuela de 1999.
La iniciativa presidencial surge en 2024 cuando Nicolás Maduro se autoproclama reelecto sin mostrar las pruebas de esto en unas elecciones controvertidas, sin embargo, la propuesta se oficializa el 10 de enero de 2025, una vez presentada ante la Asamblea Nacional la solicitud de la misma a petición de Maduro, la cual se encargaría de discutirla y una vez sancionada debe remitirla al Consejo Nacional Electoral (CNE). Dicho organismo debe convocar a referendo en un plazo no mayor de 30 días luego de ser sancionado el proyecto, según lo que establece la Constitución venezolana en el artículo 344.

## Antecedentes

### Proyecto de reforma de 2017
El 23 de abril de 2017 Maduro leyó públicamente un documento del expresidente Hugo Chávez donde este se refería a «refundar la república a través de una Asamblea Nacional constituyente». El 2 de junio el gobierno anunció la redacción de una nueva constitución por parte de los 545 miembros de la ANC, y el 28 de julio se anunció que la Carta Magna resultante sería sometida a un referéndum. Maduro declaró en un discurso televisado que los cambios propuestos servirían para la construcción «de una paz verdadera».
Finalmente, la ANC fue disuelta en diciembre de 2020 sin impulsar ningún cambio a la constitución; sus funciones estuvieron enfocadas en la legislación, en un choque de poderes contra la Asamblea Nacional y el levantamiento de la inmunidad parlamentaria a decenas de diputados opositores.

### Propuesta de cadena perpetua
Antes de las elecciones presidenciales del 28 de julio, Nicolás Maduro mencionó la posibilidad de establecer la cadena perpetua en el país  durante una marcha realizada en abril de 2024: «Ha llegado la hora de una reforma constitucional para introducir en nuestra Constitución la pena de cadena perpetua para la corrupción, de inhabilitación de por vida a la corrupción, de cadena perpetua a la traición a la patria y a los graves delitos contra el pueblo» dijo por Maduro.
Después de las declaraciones reaccionaron varios abogados y organizaciones no gubernamentales como el Observatorio Venezolano de Prisiones (OVP) que, en un comunicado, explicó que la cadena perpetua representa un «trato cruel, inhumano, degradante e inconstitucional desde muchos puntos de vista, y que además viola tratados internacionales de derechos humanos».

### Elecciones presidenciales
El 28 de julio de 2024 se realizaron las elecciones presidenciales, de la cual fue proclamado presidente electo por el Consejo Nacional Electoral a Nicolás Maduro con el 51,95 % de los votos. Las elecciones no fueron consideradas ni libres ni justas al producirse en un contexto en el que el gobierno controlaba todos las poderes del Estado mientras reprimía a la oposición política.
Por su parte la oposición rechazó las cifras, declarando que Edmundo González había ganado con el 70 % de los votos de acuerdo con las actas electorales de que disponían, las cuales fueron publicadas en una página web. Los candidatos Enrique Márquez, Claudio Fermín y Antonio Ecarri también exigieron la publicación de las actas de escrutinio. Diversos países mostraron su rechazo a los resultados, señalaron irregularidades, y pidieron que se publicaran las actas de escrutinio.

### Anuncio oficial de la reforma constitucional
Nuevamente en diciembre de 2024, Nicolás Maduro anunció la conformación de un equipo de trabajo que estaría llevando a cabo una «gran reforma constitucional» para que «consolide la soberanía popular» aunque sin precisar más detalles al respecto. Poco después, durante la toma de posesión Maduro firmó el decreto que daba por iniciado la propuesta de reforma constitucional la cual pasaría ante la Asamblea Nacional para su debate.
El 25 de mayo, luego de emitir su voto en la elecciones regionales y parlamentarias, Maduro anunció que entregaría en enero de 2026 el proyecto de reforma al nuevo parlamento.

## Comisión especial de la reforma
Hasta la fecha no hay información en cuanto a los artículos propuestos, El 16 de febrero de 2025, Nicolás Maduro, presentó el proyecto de reforma constitucional ante la Asamblea Nacional, que incluye 80 nuevos artículos cuyo  objetivo sería la de construir un nuevo sistema democrático y actualizar el marco jurídico, constitucional y político en referencia a la Constitución de 1999.. Durante la primera sesión extraordinaria realizada en la Asamblea Nacional por motivo de la reforma constitucional, se procedió al nombramiento de una comisión encargada de definir un proyecto de borrador final, está comisión está dirigida por el fiscal general, Tarek William Saab como presidente de la comisión, así mismo el mandatario venezolano dio un plazo de 90 días para la para debatir y elaborar un proyecto definitivo de reforma de la Constitución.
La comisión está a su vez integrada por:
- Presidente de la Asamblea Nacional, Jorge Rodríguez
- Presidenta del Tribunal Supremo de Justicia, Caryslia Rodríguez
- Magistrada del Tribunal Supremo de Justicia, Tania D’Amelio
- Presidente del Consejo Nacional Electoral, Elvis Amoroso
- Procurador General de la República, Reinaldo Muñoz
- Ministro para la Defensa, G/J, Vladímir Padrino López
- Coordinador Nacional del Congreso del Bloque Histórico, Ricardo Menéndez
- Ministro para las Comunas, Movimientos Sociales y Agricultura Urbana, Ángel Prado
- Ministro del Poder Popular para la Cultura, Ernesto Villegas
- Ministra del Poder Popular para Ciencia y Tecnología, Gabriela Jiménez Ramírez
- Ministro del Poder Popular para el Trabajo, Eduardo Piñate
- Ministro de Comunicación e Información, Freddy Ñáñez
- Miembro de la Comisión Permanente de Desarrollo Social Integral, Jesús Martínez Barrios
- Presidente del Centro Nacional de la Historia, Pedro Calzadilla
- Poeta venezolano, Gustavo Pereira.
- Secretaria General de la Juventud del Partido Socialista Unido de Venezuela, Grecia Colmenares Santander
- Líder estudiantil, Sara Valentina Tabera
- Presidente de Fedeindustria, Orlando Camacho
- Secretario Ejecutivo del Consejo Nacional de Derechos Humanos, Larry Devoe
- Miembro de la Comisión Permanente de Pueblos Indígenas, Noelí Pocaterra
- Diputada de la Asamblea Nacional, Demetria Casimira Monasterio
- Presidenta del Instituto Autónomo Consejo Nacional de Derechos de Niños, Niñas y Adolescentes, Anahí Arizmendi

Durante su programa anual Con Maduro +, Nicolás Maduro, anunció cuatro comisiones para la reforma de la constitución, de las cuales son: para un «nuevo sistema de Estado democrático, e incorporar al Poder Comunal, Social y Popular» encabezada por Jorge Rodríguez, «En los términos jurídico, constitucional» bajo la coordinación de Tarek William Saab en su condición de presidente de la comisión especial, «definir los parámetros, valores y principios» presidida por Cilia Flores, mientras que la cuarta y última comisión realizará el «Nuevo Modelo Económico diversificado», encargada por la vicepresidenta Delcy Rodríguez, así mismo informó que los primeros debates se realizarían el 25 de febrero.

## Reacciones

### Nacionales

#### En contra
- El director de la ONG Acceso a la Justicia, Alí Daniels comentó que «Lamentablemente estamos aquí pavimentando el camino para una nicaragüización de Venezuela».[34]

- El coordinador de la ONG de derechos humanos PROVEA, Oscar Murillo crítico anteriormente ley para fiscalizar a las Organizaciones No Gubernamentales aprobada en agosto afirmando que «Formaliza la persecución a organizaciones de la sociedad civil».[34]

- El político Andrés Velásquez rechazó la propuesta de reforma, al defender que el único con credibilidad para realizar elecciones es Edmundo González, afirmando que «La soberanía reside en el voto, este es un principio constitucional inalterable. Maduro no ganó elecciones y debe ser desalojado de Miraflores».[35]

- El MAS, a través de María Verdeal, afirmó la necesidad de la unidad de la oposición ante la reforma de la constitución y las elecciones del 27 de abril, diciendo: «¿Es necesaria una reforma de la Constitución nacional cuando el país está inmerso en una crisis social, económica y política?».[36]

- Juan Carlos Alvarado, secretario general de la judicializada COPEI, mostró su rechazo a la reforma constitucional, al pretenderse impulsar el «Estado Comunal» por parte del gobierno, «Le decimos no al Estado comunal, le decimos no a lo que quieren borrar de nuestro mapa político constitucional y le decimos no a la reelección indefinida porque no da alternabilidad a los esquemas que hoy espera el país, que son políticas públicas para solventar los problemas de la gente», afirmó.[37]

#### A favor
- El secretario general de la judicializada Acción Democrática, Bernabé Gutiérrez señaló la participación del partido a la propuesta de reforma, afirmando que entre sus propuestas incluirían restablecer la bicameralidad del parlamento, eliminación de la reelección indefinida de los cargos de presidente, gobernadores y alcaldes, el que haya ocupada la presidencia por más de la mitad del periodo se incorpore como senador o diputado permanente, así como la descentralización del Estado, la igualdad de género y la representación proporcional de las minorías.[38]

- Desde la organización política Cambiemos, tanto el secretario general del partido, Timoteo Zambrano así como el miembro de la dirección nacional José Ramón Arrieche abogaron por la necesidad de un «Gran Pacto Nacional», «Por eso, este pacto lo que busca es la estabilidad, gobernabilidad, alternabilidad, por eso es un pacto a diez, quince y veinte años. Cuando nosotros hablamos de alternabilidad, es un pacto ahora, no es un pacto para hacerlo en el 2030 o en las próximas elecciones presidenciales. Es ahora, este año, porque esto nos va permitir generar las respuestas suficientes para cuando lleguemos allá y podamos previamente derrotar al Gobierno. La confianza va permitir que se ejercite la alternabilidad» afirmó Zambrano, por su parte Arrieche a su vez resaltó que «no podemos seguir en una constitución que ha permitido la reelección indefinida» a lo cual ha descrito como una «monarquía», agregó.[39][40]

### Internacionales
La comunidad internacional ha mostrado diversas opiniones respecto al proyecto de reforma constitucional en Venezuela.
- El 16 de febrero de 2025, el presidente de Chile, Gabriel Boric, expresó su preocupación por la iniciativa, calificándola como un intento de consolidar una "dictadura" en Venezuela. Boric afirmó: "No hay duda de que estamos frente a una dictadura" refiriéndose al gobierno de Nicolás Maduro.[41]

- El 18 de febrero de 2025, se informó que el gobierno de Estados Unidos, bajo la administración de Donald Trump, inició negociaciones con Nicolás Maduro. Estas conversaciones incluyeron discusiones sobre el proyecto de reforma constitucional y otros temas de interés bilateral[¿cuál?].[42]